# 빌리와 맨디의 무시무시한 모험

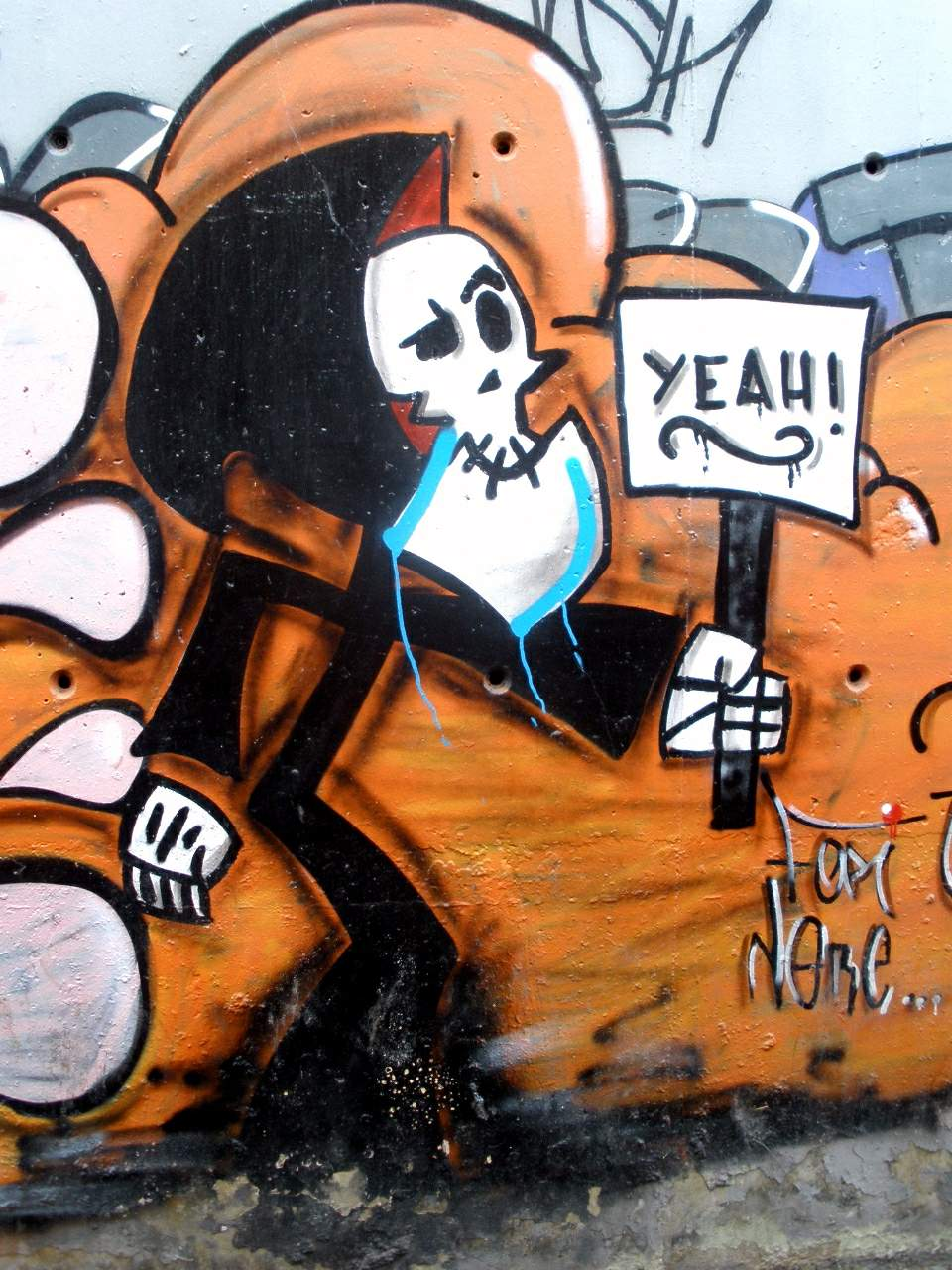

빌리와 맨디의 무시무시한 모험(영어: The Grim Adventures of Billy and Mandy)은 맥스웰 애텀스가 카툰 네트워크를 위해 만든 미국 블랙 코미디 애니메이션 TV 시리즈이다. 미국에서는 2003년과 2007년 사이에 방영되었다. 한국에서는 2008년부터 2011년까지 방영되었다.

## 줄거리
이 시리즈는 완전히 멍청하고 행복한 소년 빌리, 냉소적이고 지적이고 무자비한 소녀 맨디와 자메이카의 악센트 리퍼 인 저승사자을 중심으로 전개된다. 빌리와 맨디가 저승사자과의 림보 경기에서 속임수를 쓴 후 (림보로드를 너무 낮게 놓아 놓은 것에 대한 보복으로) 그는 아이들과 영구적으로 원치 않는 우정의 노예가 된다.

## 목소리 출연
- 김옥경: 빌리
- 여민정: 맨디
- 최석필: 저승사자
- 이진홍: 헤롤드
- 이영아: 어윈
- 한경화: 민디

## 스페셜 에피소드
- 암호명 이웃집 아이들의 무시무시한 모험
- 빌리와 맨디, 언더피스트의 할로윈 모험